# Малослободка
Малослободка — село в Шарлыкском районе Оренбургской области в составе Сарманайского сельского совета. 

## География
Находится на расстоянии примерно 21 км от районного центра — села Шарлык, в 18,5 км от центра сельского совета — села Сарманай.

## История
Основано село в конце 80-х годов XIX века. 

## Население
Население составляло 155 человек в 2002 году (русские 81 %), — 87 по переписи 2010 года.